# Benjamin Ipavec
Benjamin Ipavec (ur. 24 grudnia 1829 w Šentjurze, zm. 20 grudnia 1908 w Grazu) – słoweński kompozytor.

## Życiorys
Podstawy edukacji muzycznej otrzymał od matki, która była harfistką i pianistką. Ukończył studia medyczne w Wiedniu i w latach 1871–1898 pracował jako lekarz w Grazu. Jednocześnie zajmował się muzyką. Dyrygował studenckim towarzystwem chóralnym Slovenija.
Należał do czołowych słoweńskich twórców okresu romantyzmu, zasłynął przede wszystkim jako kompozytor licznych pieśni. W swojej twórczości konsekwentnie czerpał ze słoweńskiego folkloru muzycznego.

## Wybrane kompozycje
(na podstawie materiałów źródłowych)

### Utwory orkiestrowe
- Serenada na smyczki (1898)

### Utwory fortepianowe
- Sonatina (1897)
- Polonez (1900)
- Mazurek (1900)
- Fuga (1901)

### Pieśni
- Slovenske pesni (1862)
- Milotinke (1877)
- Nezakonska mati (1896)
- Kaj bi te vprašal (1900)
- Čem na poljane rosa pade (1901)
- Pozabil sem mnogokaj (1904)
- Oblaku (1905)
- Ciganka Marija (1905)
- Meruh (1906)
- Ob studencu (1906)
- Božji volek (1907)
- Mak žari (1907)
- Poruladni veter (1908)
- Na poljani (1909)
- Vspominsko knjigo (1909)

### Kantaty
- Na Prešernovem grobu na tenora, baryton, chór i orkiestrę (1872)
- Vodniku na tenora, baryton, chór męski i fortepian (1899)

### Opera
- Teharski plemiči (1892)

### Operetka
- Tičnik (1862)